# Oxygène IV
Oxygène IV, ook wel Oxygène (Part IV) of later Oxygène 4, is een single uit 1977 van Jean-Michel Jarre en is zijn eerste hit.
Jarre bereikte met drie singles de Nederlandse Top 40: Équinoxe V,  Magnetic Fields II en Oxygène IV. De laatste verkocht het meest, hij haalde de vierde plaats.
Oxygène IV is een elektronisch, instrumentaal, melodieus nummer; de stijl kan worden omschreven als een kruising tussen pop en ambient met elementen van jazz. Tegenwoordig zou het nummer als chill-out kunnen worden geclassificeerd.
Elektronische muziek was in opkomst in de jaren 70 met een snelle evolutie binnen de elektronische toetsinstrumenten. Synthesizers en in mindere mate de Mellotron werden door haast alle bands in die sector en in de progressieve rock gebruikt. Het genre leende zich niet zo zeer voor singles. De meeste composities voor elektronische muziek uit die tijd waren lang en deels geïmproviseerd. Echter, een aantal nummers uit het genre kwam door de barrière en werd een succes(je). Voorbeelden daarvan waren Popcorn (1972) van Hot Butter en Autobahn (1975) van Kraftwerk.
Vooraf was dus niet duidelijk dat Oxygène IV een hit zou worden. Het liep anders dan verwacht: Oxygène IV is een van de bekendste plaatjes geworden binnen de stroming. Wat meehielp, was dat Jarre nog in zijn melodieuze periode zat, later werd zijn muziek experimenteler (Waiting for Cousteau). Jongere mensen zullen het nummer voornamelijk kennen uit Grand Theft Auto IV.
De B-kant van de single is Oxygène VI van hetzelfde album.

## Hitnotering
| "Oxygène IV" in de Nederlandse Top 40 binnen 18-06-1977 | "Oxygène IV" in de Nederlandse Top 40 binnen 18-06-1977 | "Oxygène IV" in de Nederlandse Top 40 binnen 18-06-1977 | "Oxygène IV" in de Nederlandse Top 40 binnen 18-06-1977 | "Oxygène IV" in de Nederlandse Top 40 binnen 18-06-1977 | "Oxygène IV" in de Nederlandse Top 40 binnen 18-06-1977 | "Oxygène IV" in de Nederlandse Top 40 binnen 18-06-1977 | "Oxygène IV" in de Nederlandse Top 40 binnen 18-06-1977 | "Oxygène IV" in de Nederlandse Top 40 binnen 18-06-1977 | "Oxygène IV" in de Nederlandse Top 40 binnen 18-06-1977 |
| Week:                                                   | 1                                                       | 2                                                       | 3                                                       | 4                                                       | 5                                                       | 6                                                       | 7                                                       | 8                                                       |                                                         |
| ------------------------------------------------------- | ------------------------------------------------------- | ------------------------------------------------------- | ------------------------------------------------------- | ------------------------------------------------------- | ------------------------------------------------------- | ------------------------------------------------------- | ------------------------------------------------------- | ------------------------------------------------------- | ------------------------------------------------------- |
| Positie:                                                | 15                                                      | 9                                                       | 4                                                       | 4                                                       | 7                                                       | 20                                                      | 28                                                      | 40                                                      | uit                                                     |

| "Oxygène IV" in de Nederlandse Single Top 100 binnen: 18-06-1977 | "Oxygène IV" in de Nederlandse Single Top 100 binnen: 18-06-1977 | "Oxygène IV" in de Nederlandse Single Top 100 binnen: 18-06-1977 | "Oxygène IV" in de Nederlandse Single Top 100 binnen: 18-06-1977 | "Oxygène IV" in de Nederlandse Single Top 100 binnen: 18-06-1977 | "Oxygène IV" in de Nederlandse Single Top 100 binnen: 18-06-1977 | "Oxygène IV" in de Nederlandse Single Top 100 binnen: 18-06-1977 | "Oxygène IV" in de Nederlandse Single Top 100 binnen: 18-06-1977 |
| Week:                                                            | 1                                                                | 2                                                                | 3                                                                | 4                                                                | 5                                                                | 6                                                                |                                                                  |
| ---------------------------------------------------------------- | ---------------------------------------------------------------- | ---------------------------------------------------------------- | ---------------------------------------------------------------- | ---------------------------------------------------------------- | ---------------------------------------------------------------- | ---------------------------------------------------------------- | ---------------------------------------------------------------- |
| Positie:                                                         | 16                                                               | 9                                                                | 3                                                                | 3                                                                | 8                                                                | 15                                                               | uit                                                              |

### NPO Radio 2 Top 2000
| Nummer met noteringen in de NPO Radio 2 Top 2000 | '99 | '00 | '01 | '02 | '03  | '04 | '05 | '06  | '07 | '08 | '09  | '10  | '11  | '12  | '13  | '14  | '15  | '16  | '17  | '18  | '19  | '20  | '21  | '22  | '23  | '24  |
| ------------------------------------------------ | --- | --- | --- | --- | ---- | --- | --- | ---- | --- | --- | ---- | ---- | ---- | ---- | ---- | ---- | ---- | ---- | ---- | ---- | ---- | ---- | ---- | ---- | ---- | ---- |
| Oxygène IV                                       | 660 | 596 | 469 | 815 | 1028 | 771 | 982 | 1032 | 969 | 916 | 1354 | 1107 | 1164 | 1004 | 1046 | 1048 | 1198 | 1423 | 1460 | 1497 | 1490 | 1466 | 1622 | 1522 | 1578 | 1650 |

1. ↑  Een vetgedrukt getal geeft de hoogste notering aan.